# 井領雅貴
井領 雅貴（いりょう まさたか、1989年11月4日 - ）は、千葉県四街道市出身の元プロ野球選手（外野手）。右投左打。

## 経歴

### プロ入り前
四街道市立栗山小学校と四街道市立四街道北中学校経て桐蔭学園高等学校に入学し硬式野球部で活動する。1年春からベンチ入りするものの甲子園大会への出場はなくプロ志望届も提出しなかった。野球部の同期には鈴木大地がいる。また1学年上には加賀美希昇、1学年下には川相拓也がいる。高校時代の同学年にはラグビー選手の古賀太貴、仲宗根健太、滑川剛人がいる。
高校卒業後は新日本石油ENEOSへ入社し野球部へ入部する。入社1年目の第79回都市対抗野球大会で優勝を経験し、入社5年目には第83回都市対抗野球大会と第38回社会人野球日本選手権大会の両大会で優勝し、両大会で外野手部門の優秀選手賞を受賞し、社会人ベストナインにも初選出された。入社6年目は第84回都市対抗野球大会で優勝し連覇を経験し、同大会で2年連続となる外野手部門の優秀選手賞を受賞した。同年も2年連続で社会人ベストナインに選ばれた。9月には、2014年仁川アジア大会の野球日本代表に選ばれ出場した。新日本石油ENEOS及びJX-ENEOSに通算7年在籍し、指導を受けた大久保秀昭をはじめ、田澤純一、谷口邦幸、宮澤健太郎、池邉啓二、大城基志、嘉弥真新也、屋宜照悟、三上朋也、石川駿らと、チームメイトとして過ごした。
2014年プロ野球ドラフト会議にて中日ドラゴンズから6位指名を受け入団。背番号は26に決まった。JX-ENEOSでは、石川駿も中日から4位指名を受け、入団している。

### 中日時代
2015年は9試合の出場で無安打に終わった。
2016年、9月に一軍に昇格した。9月18日の東京ヤクルトスワローズ戦で「6番 左翼手」としてスタメン出場して2回表にプロ初安打を放った。また9月27日の読売ジャイアンツ戦4回表にプロ初本塁打を記録するなど、13試合に出場した。
2017年は前年を上回る22試合に出場した。
2018年は一軍出場がなかった。
2019年は初めて開幕を一軍で迎えたが、5月13日に登録抹消され、5月21日に風疹に罹っていたことが発表された。5月29日に一軍登録された。交流戦では故障の平田良介に代わり「1番 右翼手」としてほぼスタメン出場した。6月12日にプロ入り初の猛打賞を記録した。平田の復帰後は代打としてベンチ入りしていたが、8月に右脇腹を痛め登録抹消。そのままシーズンを終えた。
2020年は自己最多となる79試合に出場し、主に代打として出場したものの打率は前年より大幅に悪化し.200だった。一方で、IsoDは0.094を記録し選球眼においては大きな改善が見られた。
2021年10月7日に球団より戦力外通告を受け、12月7日に自身のInstagramで現役引退を表明した。

### 引退後
引退後は同学年のチームメイト田島慎二の紹介もあり、名古屋市内のコンクリート圧送業会社へ入社。

## 選手としての特徴・人物
遠投110メートルの強肩で、50メートル6秒2。広角に打ち分けられる打者。
プロで対戦したい投手に、JX-ENEOS時代の同僚だった三上朋也を挙げていた。
憧れの人物は、同じ千葉県出身の高橋由伸で、その影響で桐蔭学園高等学校に進学した。
2018年のオフに一般女性と結婚したことを発表した。
2021年5月25日、第1子の誕生を発表。

## 詳細情報

### 年度別打撃成績
| 年 度     | 球 団     | 試 合 | 打 席 | 打 数 | 得 点 | 安 打 | 二 塁 打 | 三 塁 打 | 本 塁 打 | 塁 打 | 打 点 | 盗 塁 | 盗 塁 死 | 犠 打 | 犠 飛 | 四 球 | 敬 遠 | 死 球 | 三 振 | 併 殺 打 | 打 率 | 出 塁 率 | 長 打 率 | O P S |
| --------- | --------- | ----- | ----- | ----- | ----- | ----- | -------- | -------- | -------- | ----- | ----- | ----- | -------- | ----- | ----- | ----- | ----- | ----- | ----- | -------- | ----- | -------- | -------- | ----- |
| 2015      | 中日      | 9     | 7     | 7     | 1     | 0     | 0        | 0        | 0        | 0     | 0     | 1     | 0        | 0     | 0     | 0     | 0     | 0     | 3     | 1        | .000  | .000     | .000     | .000  |
| 2016      | 中日      | 13    | 31    | 31    | 2     | 6     | 1        | 0        | 1        | 10    | 1     | 0     | 0        | 0     | 0     | 0     | 0     | 0     | 7     | 0        | .194  | .194     | .323     | .516  |
| 2017      | 中日      | 22    | 34    | 32    | 2     | 7     | 2        | 0        | 0        | 9     | 3     | 0     | 0        | 0     | 0     | 2     | 0     | 0     | 6     | 0        | .219  | .265     | .281     | .546  |
| 2019      | 中日      | 55    | 103   | 100   | 9     | 29    | 9        | 1        | 0        | 40    | 9     | 0     | 0        | 0     | 0     | 3     | 0     | 0     | 21    | 0        | .290  | .311     | .400     | .711  |
| 2020      | 中日      | 79    | 155   | 135   | 9     | 27    | 3        | 0        | 0        | 30    | 12    | 0     | 0        | 2     | 0     | 18    | 0     | 0     | 24    | 4        | .200  | .294     | .222     | .516  |
| 2021      | 中日      | 38    | 68    | 64    | 6     | 14    | 3        | 1        | 1        | 22    | 2     | 0     | 0        | 0     | 0     | 4     | 0     | 0     | 19    | 2        | .219  | .265     | .344     | .608  |
| 通算：6年 | 通算：6年 | 216   | 398   | 369   | 29    | 83    | 18       | 2        | 2        | 111   | 27    | 1     | 0        | 2     | 0     | 27    | 0     | 0     | 80    | 7        | .225  | .278     | .301     | .579  |

### 年度別守備成績
| 年 度 | 球 団 | 外野  | 外野  | 外野  | 外野  | 外野  | 外野     |
| 年 度 | 球 団 | 試 合 | 刺 殺 | 補 殺 | 失 策 | 併 殺 | 守 備 率 |
| ----- | ----- | ----- | ----- | ----- | ----- | ----- | -------- |
| 2015  | 中日  | 2     | 0     | 0     | 0     | 0     | .000     |
| 2016  | 中日  | 8     | 21    | 1     | 0     | 0     | 1.000    |
| 2017  | 中日  | 7     | 4     | 0     | 0     | 0     | 1.000    |
| 2019  | 中日  | 26    | 27    | 1     | 0     | 0     | 1.000    |
| 2020  | 中日  | 35    | 43    | 1     | 0     | 0     | 1.000    |
| 2021  | 中日  | 12    | 21    | 0     | 0     | 0     | 1.000    |
| 通算  | 通算  | 90    | 116   | 3     | 0     | 0     | 1.000    |

### 記録
初記録
- 初出場：2015年3月29日、対阪神タイガース3回戦（京セラドーム大阪）、7回表に田島慎二の代打で出場
- 初打席：同上、7回表に榎田大樹から見逃し三振
- 初盗塁：2015年4月12日、対横浜DeNAベイスターズ3回戦（ナゴヤドーム）、10回裏に二盗（投手：ヨスラン・エレラ、捕手：黒羽根利規）
- 初先発出場：2016年6月12日、対埼玉西武ライオンズ3回戦（西武プリンスドーム）、9番・左翼手として先発出場
- 初安打：2016年9月18日、対東京ヤクルトスワローズ25回戦（明治神宮野球場）、2回表に山中浩史から右前安打
- 初本塁打・初打点：2016年9月27日、対読売ジャイアンツ24回戦（東京ドーム）、4回表にマイルズ・マイコラスから右越ソロ

### 背番号
- 26（2015年 - 2021年）

### 登場曲
- 「太陽に向かって咲く花」N.O.B.U!!!（2015年 - ）

### 代表歴
- 2014年アジア競技大会 野球日本代表